# ابتسامة واحدة تكفي (فلم)
ابتسامة واحدة تكفي هو فيلم رومانسي مصري من إخراج محمد بسيوني وبطولة يسرا، مصطفى فهمي، نور الشريف ورجاء الجداوي. صدر الفيلم في 6 ديسمبر 1978.

## نبذه
تتعرف أميرة على مصطفى وهو في طريقه إلى بعثة بالخارج، يعدها مصطفى بالزواج عندما يعود من البعثة. تمر سنوات في انتظار رسالة من مصطفى كى يكمل وعده، تعيش على حلم الانتظار لقادم لا يأتى. في الوقت الذي يرسل القدر إليها شابًا أخر. صلاح مهندس شاب متفتح للحياة، ويقعا في الحب إلى أن يظهر مصطفى من جديد.

## طاقم العمل
- يسرا بدور أميرة
- مصطفى فهمي بدور مصطفى عبد الرسول
- نور الشريف بدور صلاح شوقي
- رجاء الجداوي بدور سلوى

## وصلات خارجية
- مقالات تستعمل روابط فنية بلا صلة مع ويكي بيانات